# 秃房杜鹃
秃房杜鹃（学名：Rhododendron henryi var. dunnii）为杜鹃花科杜鹃花属下的一个变种。

## 扩展阅读
- 維基物種上的相關：秃房杜鹃